# Heliotropium calcicola
Heliotropium calcicola är en strävbladig växtart som beskrevs av Merritt Lyndon Fernald. Heliotropium calcicola ingår i Heliotropsläktet som ingår i familjen strävbladiga växter. Inga underarter finns listade i Catalogue of Life.